# Trondheim Centralstation
Trondheim Centralstasjon (norsk:Trondheim sentralstasjon eller simpelthen Trondheim S) er hovedbanegården i Trondheim i Norge og endestation for Dovrebanen og Meråkerbanen/Nordlandsbanen. Nord for stationen ligger Brattøra fragtterminal i forbindelse med Trondheim Havn. Stationen har også en busterminal for Trondheim, der betjener både bybusser og fjernbusser. Indtil 1968 kørte der også sporvogne til stationen.

## Historie
Stationen blev åbnet som endestationen for Meråkerbanen under navnet Throndheim stasjon (Brattøra) i 1881. Den ældste del af stationsbygningen stod færdig i 1883. I 1884 blev stationen også endestation for Trondhjem-Størenbanen, som indtil da havde haft Throndhjem (Kalvskinnet) som endestation. Navnet blev ændret til Trondhjem i 1894. Fra 1. januar 1930 til 5. marts 1931 var stationens navn for en kort tid Nidaros for derefter at blive kaldt Trondheim. Siden 1995 har NSB kaldt den for Trondheim Sentralstation, men det varede indtil 15. december 2002, før der også blev benyttet af stationens daværende ejer, Jernbaneverket.

## Trafikknudepunkt
I 1995 blev byens busterminal flyttet fra Leütenhaven til centralstationen. I den forbindelse blev der opført nye bygninger til brug for betjeningen af bybusser og fjernbusser.
Flere af Sør-Trøndelags trafikselskab AtBs bybusser stopper her, heriblandt linje 19 og 46, der forbinder stationen med Midtbyen og resten af centrum. NOR-WAY benytter stationen som terminal for sine busser til Oslo (via Røros), Namsos og Bergen (via Førde). Lavprisekspressen har linjer til Oslo. Gauldal Billag har busser til Støren, Oppdal og Røros. Trønderbilene har linjer til Fosen, Orkanger, Agdenes og Snillfjord. Nettbuss har linjer til Malvik, Stjørdal, Meråker, Selbu, Tydal, Skaun, Melhus, Orkdal og Meldal. Klæburuten har busser til Klæbu og Trondheim Lufthavn, Værnes.
I 2012 åbnede der en gangbro over sporene, der giver direkte forbindelse mellem stationen og Pirterminalen samt et nyt parkeringsanlæg i forbindelse med Nordre avlastningsvei (NAV). Stationen ligger desuden to minutter med bus fra Pirterminalen hvorfra Fosen Trafikklag sejler med hurtigbåde til Vanvikan, Brekstad, Sistranda og Kristiansund. Derudover er der et kvarters gang til kajen for Hurtigruten Bergen-Kirkenes.
Fra 1913 til 1968 var stationen endestation for Elgeseterlinjen (linje 2) og Singsakerlinjen (linje 3), der blev drevet af Trondheim Sporvei. Det er vedtaget at udvide byens eneste tilbageværende sporvej, Gråkallbanen, så den vil formentligt blive forlænget til stationen på et tidspunkt.

## Fremtiden
I forbindelse med byudvikling og revitalisering af området nord for stationen vil en del af den eksisterende banegårdsbygning blive revet ned. Dele af området som i dag anvendes til busterminalen vil blive ændret. Det er også projekteret en parkeringskælder under stationsbygningen.
NSB Eiendomsutvikling og andre aktører har givet udtryk for ønske om også at bygge boliger i forbindelse med stationsområdet for at skave en levende bydel.